# Добронадіївська сільська рада
| Добронадіївська сільська рада — колишній орган місцевого самоврядування у Олександрійському районі Кіровоградської області з адміністративним центром у с. Добронадіївка. Сільській раді були підпорядковані населені пункти: - с. Добронадіївка - с. Зелений Барвінок - с. Зелений Гай - с. Катеринівка - с. Медове |

## Склад ради
Рада складалася з 16 депутатів та голови.

### Керівний склад ради
| ПІБ                          | Основні відомості                                                 | Дата обрання | Дата звільнення |
| ---------------------------- | ----------------------------------------------------------------- | ------------ | --------------- |
| Балаєскул Валентина Іванівна | Сільський голова, 1959 року народження, освіта, позапартійна      | 26.03.2006   | 31.10.2010      |
| Балаєскул Валентина Іванівна | Сільський голова, 1959 року народження, освіта вища, позапартійна | 31.10.2010   | 25.10.2015      |

Примітка: таблиця складена за даними джерела

## Населення
Згідно з переписом УРСР 1989 року чисельність наявного населення сільської ради становила 1895 осіб, з яких 815 чоловіків та 1080 жінок.
За переписом населення України 2001 року в сільській раді мешкало 1186 осіб.

### Мова
Розподіл населення за рідною мовою за даними перепису 2001 року:
| Мова       | Відсоток |
| ---------- | -------- |
| українська | 95,05 %  |
| російська  | 3,95 %   |
| білоруська | 0,42 %   |
| грецька    | 0,08 %   |
| молдовська | 0,08 %   |
| інші       | 0,42 %   |